# スノーモビルランドサッポロ
スノーモビルランドサッポロは、北海道札幌市にあるテーマパーク。札幌市内において本格的なスノーモビルツアーを体験することができる。

## 概要
1988年、(株)ワンダーランドサッポロによりオープン。広大な山林を利用したスノーモービルコースは専属ガイドによる先導付きとなり安全面に考慮した山岳ツアーを催行している。冬の体験型観光施設として主に国内の観光客や修学旅行生、アジア方面からのツアー客（インバウンド）の集客がある。シーズン中は札幌市内中心部から無料シャトルバスを運行している。2018年度からアクティビティエリアとしてバナナボートやスノーラフトなどのスノーパーク施設を併設。「かまくらジンギスカンBBQ」などの飲食サービスやカフェ・土産物屋もある。

## アクセス
- JR札幌駅・地下鉄大通り駅周辺 車25分
- 地下鉄琴似駅 車15分
- JR琴似駅 車20分
- 北海道神宮 車15分
- 石屋製菓・チョコレートファクトリー 車15分
- 大倉山シャンツェ (ジャンプ台)  車10分
- ばんけいスキー場 車5分
- 定山渓温泉 車1時間
- 小樽運河・オルゴール堂・ガラス館 車1時間（高速利用）
- 地下鉄東西線発寒南駅前 → JRバス（発41番）西野福井線（30分毎） → 終点下車徒歩2分
- 地下鉄東西線琴似駅前 → JRバス（琴41番）西野福井線（30分毎) → 終点下車徒歩2分
- JR琴似駅前 → JRバス（琴41番）西野福井線（60分毎） → 終点下車徒歩2分